# Confine tra Malawi e Zambia
Il confine tra il Malawi e lo Zambia ha una lunghezza di 847 km e va dal triplice confine con la Tanzania a nord, fino al triplice confine con il Mozambico a sud.

## Descrizione
Il tracciato di confine si dirama in direzione nord-sud e fatta eccezione per alcuni brevi segmenti, va dal triplice confine con la Tanzania sud-occidentale a nord, posto sulla località di Nankungulu proseguendo fino al triplice confine con il Mozambico nord-occidentale al 14º parallelo sud.
Il confine separa la Regione Settentrionale e la Regione Centrale del Malawi dalla Provincia Orientale e di Muchinga dello Zambia. 

## Storia

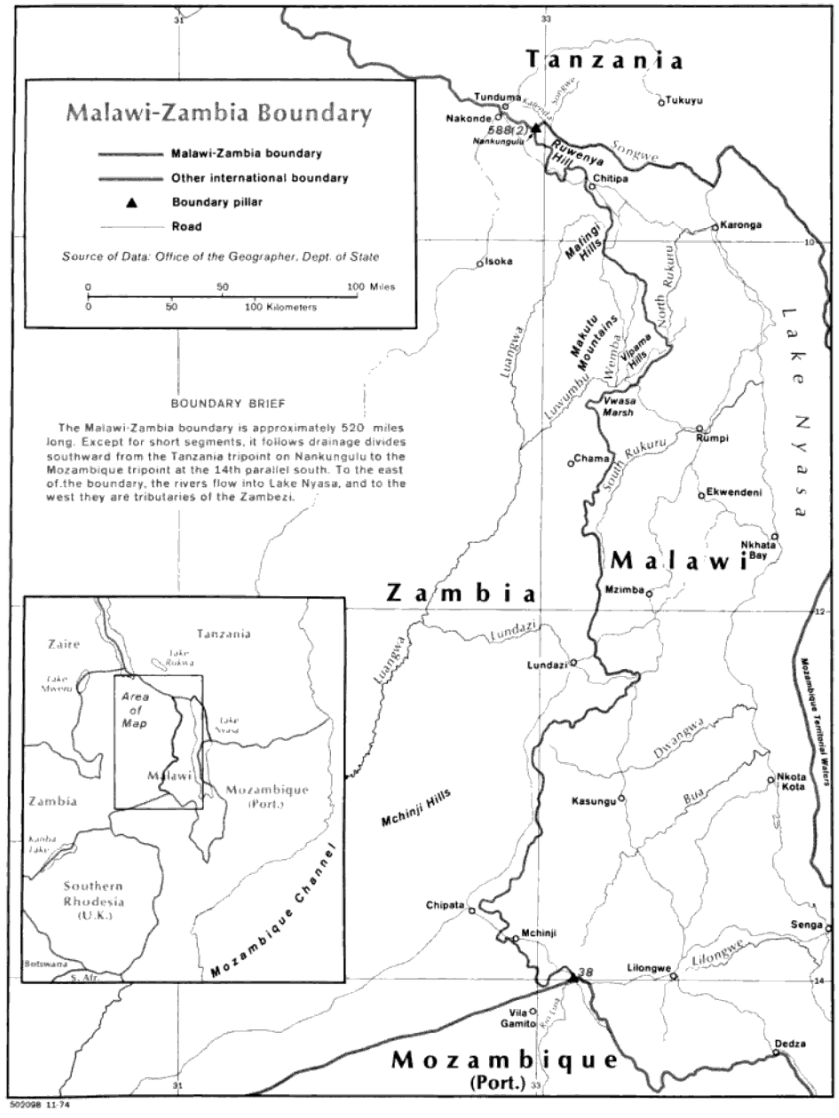
Mappa del confine tra il Malawi e lo Zambia

Il confine tra i due stati risale all'epoca coloniale. Nel 1888 il territorio che in seguito fu conosciuto come Rhodesia settentrionale rientrò nella sfera d'influenza britannica e venne dichiarato protettorato l'anno successivo. Il confine fu originariamente delimitato dalla British South African Company nel 1891 per distinguere i territori della Rhodesia nord-orientale e nord-occidentale dal territorio del Nyasaland, corrispondente all'odierno Malawi, che era stato specificamente definito come il limite occidentale. Il Protettorato britannico dell'Africa centrale, fu proclamato nel 1889 e poi ribattezzato Nyasaland nel 1907.
Nel 1911 il territorio sotto l'amministrazione della British South Africa Company fu riorganizzato come Rhodesia settentrionale e venne trasferito al British Colonial Office nel 1924.
Tra il 1º agosto 1953 e il 31 dicembre 1963, il Nyasaland e la Rhodesia settentrionale, insieme alla Rhodesia meridionale, furono membri della Federazione della Rhodesia e del Nyasaland. Il 6 luglio 1964, il Nyasaland divenne indipendente e adottò il nome di Malawi. La Rhodesia settentrionale ottenne l'indipendenza come Repubblica di Zambia il 24 ottobre 1964. Da allora il confine divenne internazionale tra due stati pienamente sovrani.

## Luoghi di frontiera

### Malawi
- Chitipa
- Mchinji

### Zambia
- Mwami